# Osteoglossum ferreirai
Osteoglossum ferreirai – gatunek ryby kostnojęzykokształtnej z rodziny kostnojęzykowych (Osteoglossidae), w tłumaczeniu z języka angielskiego nazywany arowaną czarną (black arowana).

## Występowanie
Dorzecze rzeki Rio Negro w Ameryce Południowej. 
Żyje w wodach o temperaturze 24–30 °C.

## Cechy morfologiczne
Dorasta do 90 cm długości.

## Znaczenie
Poławiana w celach konsumpcyjnych. Hodowana w akwariach.